# Obcy w obcym kraju
Obcy w obcym kraju (tytuł oryg. Stranger in a Strange Land) – powieść fantastycznonaukowa amerykańskiego pisarza Roberta A. Heinleina, opublikowana w roku 1961. W Polsce wydana trzykrotnie, w odcinkach w miesięczniku „Nowa Fantastyka” (4/1992...2/1993), przez wydawnictwo Zysk i S-ka w roku 1995 oraz przez wydawnictwo Solaris w roku 2006.
Powieść Obcy w obcym kraju zdobyła Nagrodę Hugo za najlepszą książkę w 1962. Książka doczekała się swoistego kultu, zwłaszcza wśród hippisów. Jest wymieniona w piosence Billy’ego Joela „We didn't start the fire” jako jedno z najważniejszych wydarzeń roku 1961.

## Fabuła
Książka jest typem "powieści o dojrzewaniu" – opisuje losy Valentine’a Michaela Smitha, człowieka, który wychowywał się pośród Marsjan, przybywa z Marsa na Ziemię i próbuje się dopasować do świata XX-wiecznych Stanów Zjednoczonych przepełnionych konsumpcjonizmem.